# 红胸鹰
紅胸鷹（Accipiter toussenelii），西非的一種鷹，常誤認為是與之同亞科的非洲鷹。

## 分佈及其棲息地
紅胸鷹可再分為兩個亞種：東部（A. t. toussenelii和A. t. canescens）和西部（A. t. macroscelides and A. t. lopezi）。東部的主要棲息於剛果河流域，西至加蓬和南喀麥隆。西部主要棲息於西喀麥隆，西至塞內加爾和比奧科島上。紅胸鷹棲息於低海拔的森林，特別是雨林，常靠近河流和沼澤，包括紅樹林。其也可見於種植園，莊園和大型公園。另外，這種鳥類不會進行遷徙活動或飛去其他地方，除了將子代分散時。
而非洲鷹的範圍相當模糊，在烏干達和剛果民主共和國的東部和南部。

## 描述
雄性紅胸鷹的翼幅為18.4至20.3厘米（合7.2至8.0英吋），而雌性的可達20.4至24.3厘米（合8.0至9.6英吋）。長度為翼幅的3/5。雄性體重為150至235克，而雌性的為170至265克。儘管雌性鳥體型普遍大於雄性，但紅胸鷹的這種差異比一般的要大。成年紅胸鷹的眼、蠟膜和腿都是橙黃色的。
對於東部的亞種，成年的背部為深灰色，頭部顏色稍淡；腹部僅有紅褐色和白色；尾部主題為黑色，並有二至三塊大白斑。未成年個體的背部為黑色，腹部為白色。而西部的，成年的背部也是深色的，但其喉部為灰色，腹部混有紅褐色。尾部僅有三塊白斑。未成年的個體背部為黑褐色，腹部為白色，並有深褐色斑點。
紅胸鷹叫聲一般為“如磨擦時刺耳的krit或尖銳的whit”，頻率為每2-3秒一次。當鳥兒停在樹上休息時會鳴叫以進行求愛或宣示領地，尤其是黃昏時分；另外飛行途中也用於聯繫同伴。當雄性將食物帶回巢中時會發出更輕柔的tchuck或krit。另外，在鳥巢的附近也可聽到另一種更軟，沒那麼刺耳的叫聲，可能是由雌性發出。

## 繁殖
紅胸鷹約在七或八月哺育下一代，於次年二月結束。與非洲鷹不同，紅胸鷹很少進行求偶飛行表演。其巢安置於離地6至20米的主樹杈或大樹的側樹幹上，並會用樹葉和藤蔓遮蓋鳥巢。巢由樹枝搭建而成，一般直徑達40厘米左右，深15至45厘米不等，巢內還有新鮮樹葉作為裝飾。雌性會產下2至3枚鳥蛋，有時會是1枚或4枚。正如大部分鷹科動物一樣，雌性會負責孵化和照顧下一代，而雄性則負責外出覓食，另外，在子代半成長時，雌性也會分擔一部分覓食的任務。孵化過程會持續4至5個星期，雛鷹長出羽毛需要32至36天。當雛鷹僅一歲多點時幾乎都會進行換毛然後直接將出成年的羽毛來。

## 捕食
紅胸鷹主要的食物為青蛙和淡水蟹。其捕獵的昆蟲體型會比非洲鷹的大，紅胸鷹也會捕食蜥蜴、蚯蚓以及小型哺乳動物和鳥類。紅胸鷹全天都會進行狩獵捕食，包括黎明和黃昏時分。其狩獵方法值得注意，紅胸鷹會在森林的樹蔭中隱藏靜候獵物，想靠近空曠的地區，如小徑或水體周邊。其也會迅速從一棵樹飛向另一棵樹以尋找獵物並將獵物捉獲。另外也會在茂密的植被傍邊飛過以使獵物受驚吓而出現。

## 保育
紅胸鷹很可能因棲息減少而數目下降，但其竟能適應這種變化因而可能依舊常見。

## 分類
紅胸鷹種下轄的兩個亞種會被認為是兩個物種，在此情況下，西部的亞種被稱為Accipiter macroscelides，即西非鷹。儘管更通常情況下，現存的物種被統合為非洲鷹，因為這兩個群體逐漸融合又很大程度上分離並分成兩個彼此看起來相似的群體。根據《世界鳥類手冊》和其他專家的看法，在這裡將紅胸鷹看成分散的物種。

## 詞源
德米爾（Des Murs）和韋羅用阿爾豐斯·圖斯內爾的姓氏來命名這種物種學名的種加詞，是希望藉此鼓勵他開始認真地研究博物學。